# Bataille de Kirk Kilissé
Première guerre balkanique
La bataille de Kirk Kilissé, également appelée bataille de Lozengrad, se déroule le 24 octobre 1912 pendant la première guerre balkanique, près de la ville actuelle de Kırklareli en Turquie. Elle oppose l'armée ottomane à l'armée du royaume de Bulgarie qui l'emporte.

## Historique
À la suite des différents troubles et révoltes touchant l'Empire ottoman, ses troupes sont extrêmement dispersées. À la déclaration de guerre, il n'y avait que 28 000 hommes environ en Turquie d'Europe. La mobilisation ottomane est extrêmement chaotique, des conscrits ayant terminé leur service militaire une semaine avant sont affectés à de nouvelles unités et ne connaissent pas leur nouvel armement,  vivres et munitions manquent pendant plusieurs jours.
Ne disposant pas de téléphones ni de télégraphes, ce sont les officiers d'ordonnance qui étaient exclusivement chargés de transmettre les renseignements, de sorte que le commandant en chef et les commandants de corps d'armée ignoraient pendant la bataille la situation de leurs forces, ou ne la connaissaient que trop tard.
A Kirk-Kilissé, le commandant du 3e corps n'a pas été informé de l'état de sa deuxième division avant que celle-ci ne fût obligée de se retirer dans la plus grande confusion.
Privé de nouvelles, le commandant en chef, dont le quartier général était d'abord à Kérédéli, se rendit à Kavali et de là à Kirk-Kilissé, qui était le centre télégraphique, et où il espérait être renseigné sur les combats engagés. Mais, au bureau télégraphique de Kirk-Kilissé, on ne savait absolument rien, les appareils ainsi que les véhicules achetés à l'empire allemand n'ayant pu être utilisés. Les voitures étaient trop lourdes, inaptes à rouler, et tout le matériel était resté dans les caisses comme à son arrivée d'Allemagne.
Ce ne fut qu'à deux heures du matin, le 10 octobre, que le capitaine de cavalerie Hamdi bey vint informer le quartier général de la fuite de la deuxième division commandée par le prince Aziz pacha. Peu après, on apprit que le premier corps avait cédé, lui aussi, à la panique, puis, enfin, que la panique était générale. 
La force numérique de l'infanterie disponible à Kirk-Kilissé était de 75 000 hommes, et la force générale, en y ajoutant le corps volant de la forteresse d'Andrinople, de 120 000 hommes en chiffres ronds.
Le plan du commandant en chef était de fortifier la ligne Yénidjé-Bostanli avec l'aile droite et d'y attendre l'armée bulgare, en restant sur la défensive.
Ce plan avait l'avantage : 
- 1o de permettre à l'armée de s'augmenter des contingents qui arrivaient chaque jour, la mobilisation n'étant pas encore complètement terminée
- 2o de donner le temps aux recrues de se familiariser avec le maniement des armes et de s'entraîner à la guerre en combattant sous la protection des lignes de défense ;
- 3o d'assurer le ravitaillement des troupes.

Après avoir harcelé l'ennemi, l'armée ottomane pouvait ensuite passer à l'offensive avec quelques chances de succès.
Mais Mahmoud Moukhtar pacha, commandant du 3e corps, se basant sur le fait que l'ennemi s'avançait, dans les journées des 7 et 8 octobre, avec de faibles contingents, émit l'avis qu'il serait préférable de prendre immédiatement l'offensive. De plus, des ordres réitérés d'attaque venant de la capitale, tous les commandants de corps d'armée, de même que le quartier général de l'Est, finirent par approuver ce nouveau plan, d'autant plus volontiers que l'ennemi, disaient-ils, brûlait les villages musulmans et que le prestige de l'armée était en jeu. 
Aussi, le commandant en chef, croyant, sans doute, le grand quartier général mieux renseigné que lui sur la position de tous les corps et la force de l'ennemi, se soumit-il, malgré l'insuffisance de ses troupes pour une telle action, et malgré les pluies torrentielles et la boue qui rendaient la marche extrêmement pénible et démoralisante.
Les résultats ne devaient pas se faire attendre. La bataille de Kirk-Kilissé, commencée dans l'anarchie d'en haut, finit dans l'anarchie sur toute la ligne. Et ce n'est pas seulement la forteresse de Kirk-Kilissé qui est tombée, mais, comme l'écrivit André Tardieu, le dogme de l'intégrité de l'empire ottoman.
Mahmoud Moukhtar pacha, se fait blesser un peu plus tard au cours d'une reconnaissance où il avait emmené tout son état-major. Son chef d'état-major a reçu huit blessures et ceux qui l'accompagnaient ont tous été plus où moins atteints. De sorte qu'à la suite de cette équipée, le corps d'armée était privé de son commandant et de tout son état-major.
De plus, l'armée bulgare a été encouragée dans sa marche sur la capitale par les documents que, dans sa précipitation, Mahmoud Moukhtar pacha abandonna dans sa chambre, à Kirk-Kilissé. Dans une lettre à son père, alors grand vizir, il lui recommandait de faire appel à l'Europe parce que, d'après lui, l'armée ottomane était incapable de vaincre.
Parmi ces documents se trouvaient les plans offensif et défensif de la campagne.
D'un point de vue purement militaire, on peut dire que les Bulgares ont, de leur côté, commis de graves fautes. Par exemple, si leur armée avait tenu un contact étroit, comme elle aurait dû le faire, avec l'armée ottomane, elle serait entrée à Constantinople avant les fuyards de l'armée défaite. Tel était l'ébahissement dans l'armée bulgare qu'on négligea de prendre 120 canons abandonnés dans la fuite du corps de Mahmoud Moukhtar pacha, et que, cinq jours après la prise de Kirk-Kilissé, Abdullah pacha put recueillir ces pièces négligées par le vainqueur.
Après cette victoire, Alexandre Millerand alors ministre français de la Guerre déclara que l'armée bulgare était la meilleure d'Europe et qu'il préférait 100 000 Bulgares pour alliés que n'importe quelle autre armée européenne.
Deux avions que possédait l'armée ottomane, déjà usagés et toujours dans leur caisse, furent capturés durant cette bataille.